# لوكسمبارت
لوكسمبارت أس أيه هي شركة مالية قابضة مقرها في ليودلانج ، جنوب غرب لوكسمبورغ ، وهي نشطة بشكل أساسي في بلجيكا وسوقها المحلي في لوكسمبورغ.  وهي مدرجة في بورصة لوكسمبورغ ، وهي واحدة من عشر (وواحدة من سبع شركات مقرها في لوكسمبورغ) التي تشكل مؤشر البورصة الرئيسي ، مؤشر لوكس أكس .
بالإضافة إلى استثمار نفسها ، تمتلك لوكسمبارت حصصًا مسيطرة في اثنين من أدوات الاستثمار الأخرى: حصة 71.0٪ في أوديولوكس ، المتخصصة في الاستثمارات الإعلامية ؛ وحصة 51.0٪ في لوكسمبارت أنرجيا ، التي تستثمر في الطاقة . بالإضافة إلى ذلك ، تمتلك لوكسمبارت حصة 50 ٪ في شركة الأسهم الخاصة إندوفين . 

## الاستثمارات
هذه القائمة (غير الكاملة) بالاستثمارات صحيحة اعتبارًا من 31 ديسمبر 2019. 

### لوكسمبارت
- إس إي إس إس إيه (2.1٪)
- راديو دي أن أر لوكسمبورغ (8.1٪)
- فوير للتمويل (100٪)
- فوير أس أيه (100٪)
- دكسيا (0.1٪)
- أتينور (10.1)
- بول وورث (11.0٪)
- العالمية للإلكترونيات والهندسة (10.2٪)

### أوديولوكس
- إس إي إس إس إيه (0.9٪)
- مجموعة أر تي أل (0.8٪)
- يوتوبيا جروب (28.7٪)
- فوكس موبايل (43.7٪)

### لوكسمبارت أنرجيا
- سيجيديل (30.4٪)
- سوستيه إلكتريكال دي أور SA (SEO) (5.0٪)

## الحواشي
1. ↑  "Rapport annuel" (PDF). Luxempart. مؤرشف من الأصل (PDF) في 2021-04-27. اطلع عليه بتاريخ 2020-10-26.
2. ↑  "Principales participations". 31 ديسمبر 2006. مؤرشف من الأصل في 2021-04-27. اطلع عليه بتاريخ 2007-08-21.
3. ↑  "Principales participations". 31 ديسمبر 2006. مؤرشف من الأصل في 2021-04-27. اطلع عليه بتاريخ 2007-08-21."Principales participations" نسخة محفوظة 27 أبريل 2021 على موقع واي باك مشين.. 31 December 2006. Retrieved 2007-08-21.

## روابط خارجية
- موقع Luxempart الرسمي